# 2016–2017-es magyar gyeplabdabajnokság
A 2016–2017-es magyar gyeplabdabajnokság a nyolcvanhetedik gyeplabdabajnokság volt. A bajnokságban négy csapat indult el, a csapatok három kört játszottak.

## Tabella
| #  | Csapat                | M | Gy | D | V | G+ | G- | P  |
| -- | --------------------- | - | -- | - | - | -- | -- | -- |
| 1. | Soroksári HC          | 9 | 9  | 0 | 0 | 77 | 6  | 27 |
| 2. | Építők HC             | 9 | 6  | 0 | 3 | 29 | 16 | 18 |
| 3. | Szt. László-Olcote HC | 9 | 3  | 0 | 6 | 19 | 30 | 9  |
| 4. | Főnix MSE             | 9 | 0  | 0 | 9 | 7  | 80 | 0  |

* M: Mérkőzés Gy: Győzelem D: Döntetlen V: Vereség G+: Ütött gól G-: Kapott gól P: Pont